# عبد الباقي بن زيان
عبد الباقي بن زيان بروفيسور، أكاديمي جزائري، عينه الرئيس عبد المجيد تبون وزيرا للتعليم العالي والبحث العلمي بتاريخ 23 يونيو 2020 خلفا لشمس الدين شيتور.

## المناصب التي تولاها
تقلد عدة مناصب منها:
- وزير التعليم العالي والبحث العلمي 23 يونيو 2020.
- عميد جامعة أحمد بن بلة - وهران 2017.
- نائب رئيس المنظمة الدولية للفرانكوفونية، فرنسا 2005-2009.
- المدير العام للمدرسة الوطنية متعددة التقنيات - وهران.
- المدير العام للمدرسة العليا للأساتذة - وهران.
- نائب مدير معهد العلوم الاقتصادية والعلوم التجارية - وهران.